# Castel Rocchero
Castel Rocchero es una localidad y comune italiana de la provincia de Asti, región de Piamonte, con 383 habitantes.

## Evolución demográfica
| Gráfica de evolución demográfica de Castel Rocchero entre 1861 y 2001 |
|                                                                       |
| Fuente ISTAT - elaboración gráfica de Wikipedia                       |